# Club Atlético Argentino Rojas
El Club Atlético Argentino Rojas es una entidad deportiva de la ciudad de Rojas, Buenos Aires, Argentina. Fue fundada el 19 de mayo de 1938 en el barrio Parque por cinco jóvenes de la localidad: Eugenio Carrasco, Romulo Peretti, Horacio Scatanis y Jacinto Biauri. El fútbol amateur es su disciplina más destacada, aunque también compite a nivel amateur en hockey. Juega sus partidos de local en el Estadio Venancio "Coco" Amichetti, conocido como La casa blanca. Es el club más con más victorias de la localidad con 20 títulos.
Su mayor exponente en el mundo es el gran Federico Vilar, jugador que lleva siempre el escudo en su pecho.
| Indumentaria Actual |

## Historia
1945: El primer campeón.
En aquella época, Argentino hacia las veces de local en el parque, con el nombre Argentino Parque.
Con este nombre, ganó la primera división de la liga de fútbol de Rojas en los años 1945, 1947 y 1949.
Luego se une al polígono, conservando su nombre.
Fue campeón en 1954.
Mientras que la 5.ª división del 1955, se consagraba campeona invicta. Lo que repetiría en 1956, y como dato histórico, los chicos ganan un partido contra los veteranos de Independiente de Avellaneda.